# Christian Patermann
Christian Patermann (* 1942 in Gleiwitz, Oberschlesien) ist ein deutscher Jurist. Er gilt als einer der Wegbereiter der Bioökonomie in Europa; von 1996 bis 2007 war er Programmdirektor für Biotechnologie, Landwirtschaft und Nahrungsmittel in der Europäischen Gemeinschaft in Brüssel und von 2009 bis 2012 Gründungsmitglied im ersten Bioökonomierat Deutschlands.

## Leben und Wirken
Christian Patermann erwarb nach Schule und Gymnasium in Braunschweig das Abitur 1962. Nach Studien an den Universitäten in Freiburg im Breisgau, Lausanne, Genf, München und Bonn legte er die juristischen Prüfungen ab und promovierte 1969 an der Universität Bonn mit dem Thema: „Die Entwicklung des Prinzips der freien Beweiswürdigung im ordentlichen deutschen Zivilprozess in Gesetzgebung und Lehre“.
Nach der erfolgreich abgelegten juristischen Staatsprüfung war er von 1971 bis 1996 Mitarbeiter im Bundeswissenschaftsministerium, wo er für die Forschung in der Raumfahrt, Umweltfragen und globalem Wandel engagiert war. Von 1988 bis 1993 war er Pressesprecher und Leiter des Leitungsstabes des damaligen Bundesforschungsministers Heinz Riesenhuber.
Von 1996 bis zu seiner Pensionierung 2007 war Patermann im Forschungsdirektorat der Europäischen Gemeinschaft verantwortlich für Umwelt und Nachhaltigkeit und prägte als Programmdirektor für „Biotechnology, Agriculture and Food“ insbesondere die landwirtschaftlichen Forschungsrahmenprogramme der EU.

## Engagements und Ehrungen (Auswahl)
Seit seiner Pensionierung ist Patermann Berater für zahlreiche private und öffentliche Institutionen und war 2009 Gründungsmitglied des ersten deutschen Bioökonomierat. Für seine Verdienste um die Agrarforschung wurde ihm 2011 durch die Landwirtschaftliche Fakultät der Universität Bonn der Ehrendoktortitel der Agrarwissenschaften verliehen. Die Accademia dei Georgofili ernannte Patermann 2012 zum Mitglied der weltweit ältesten Landwirtschaftsakademie. Im Jahr 2018 wurde Patermann zum Ehrenmitglied der International Society for Horticultural Science berufen. Im Jahr 2021 wurde erstmals der nach Christian Patermann genannte Nachwuchs-Forschungspreis verliehen. Die Universität Bonn organisierte zum Geburtstag von Patermann 2022 ein Bioökonomie Symposium. Zahlreiche Vorträge der Veranstaltung sind auf Bioeconomy-Journal-Special online verfügbar.
Anlässlich der Bioket-Tagung in Brüssel wurde am 13. März 2025 erstmals auf der größten Bioökonomie-Konferenz Europas der Christian Patermann Bioeconomy-Award für bahnbrechende Technologien in der Biowelt vergeben. Die schottische start-up Firma MiAlgae, die aus Abwässer bei der Whisky-Produktion Algen züchtet, daraus Omega3Fette und Säuren im kommerziellen Maßstab produziert und gleichzeitig große Wassermengen für die Whisky-Destillation wiederverwendet, wurde ausgezeichnet.